# Distrito electoral de Indianola (condado de Red Willow, Nebraska)
Indianola (en inglés: Indianola Precinct) es un distrito electoral ubicado en el condado de Red Willow en el estado estadounidense de Nebraska. En el Censo de 2010 tenía una población de 673 habitantes y una densidad poblacional de 7,2 personas por km².

## Geografía
Indianola se encuentra ubicado en las coordenadas 40°12′50″N 100°21′33″O / 40.21389, -100.35917. Según la Oficina del Censo de los Estados Unidos, Indianola tiene una superficie total de 93.53 km², de la cual 92.69 km² corresponden a tierra firme y (0.9%) 0.84 km² es agua.

## Demografía
Según el censo de 2010, había 673 personas residiendo en Indianola. La densidad de población era de 7,2 hab./km². De los 673 habitantes, Indianola estaba compuesto por el 97.92% blancos, el 0% eran afroamericanos, el 0.3% eran amerindios, el 0.15% eran asiáticos, el 0% eran isleños del Pacífico, el 0.74% eran de otras razas y el 0.89% pertenecían a dos o más razas. Del total de la población el 1.63% eran hispanos o latinos de cualquier raza.